# مقاطعة روسه
مقاطعة روسه (بالبلغارية: Област Русе)‏ هي إحدى مقاطعات بلغاريا تقع في شمال بلغاريا. يقدر عدد سكانها بـ 235,252 نسمة ومساحتها 2,803.4 كم2.

## الموقع
موقع المقاطعة بين مقاطعات بلغاريا: